# Mönkeberger See
Der Mönkeberger See ist ein See und Naturschutzgebiet in der schleswig-holsteinischen Gemeinde Mönkeberg im Kreis Plön und der Stadt Kiel.

## Naturschutzgebiet
Das 49,83 Hektar große Naturschutzgebiet ist mit der Nummer 192 in das Verzeichnis der Naturschutzgebiete des Ministeriums für Landwirtschaft, Umwelt und ländliche Räume eingetragen. Es wurde Ende 2007 ausgewiesen (Datum der Verordnung: 17. Dezember 2007). Zuständige untere Naturschutzbehörden sind der Kreis Plön und die Stadt Kiel.

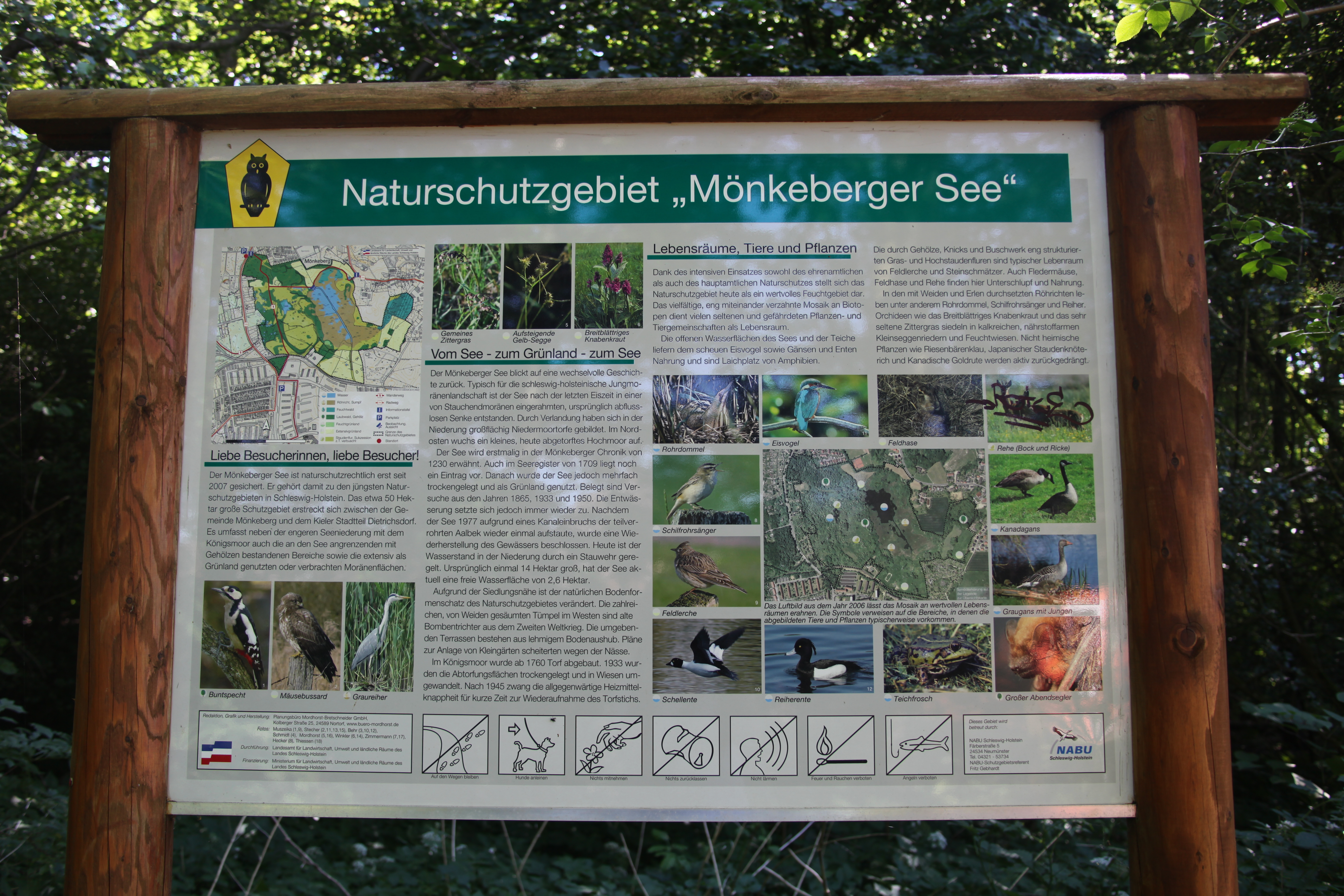
Infotafel zum NSG Mönkeberger See

Das Naturschutzgebiet liegt im Norden von Kiel östlich der Kieler Förde zwischen dem Stadtteil Diedrichsdorf und Mönkeberg. Es stellt den in einer Senke einer Jungmoränenlandschaft liegenden Mönkeberger See und die ihn umgebenden Bereiche unter Schutz. Der See ist zu einem Großteil verlandet. Er ist von ausgedehnten Röhrichtzonen und Weiden- und Feuchtgebüschen umgeben. Weiterhin sind Grünland, Gras- und Staudenfluren, Seggenrieder und Waldflächen im Naturschutzgebiet zu finden, darunter ein kleiner Schwarzerlen-Stieleichenwald im Nordwesten. Im Südwesten wächst eine strukturreiche Orchideenwiese, die regelmäßig gemäht wird.
Der See ist rund 3,1 Hektar groß. Seine Uferlänge beträgt etwa 1,45 Kilometer. Teile des Sees wurden in der Vergangenheit trockengelegt, um das Land als Weide zu nutzen. Das Wasser des Sees fließt über die teilweise verrohrte Aalbek ab. Nachdem ein Rohr beim See 1977 verstopfte, staute sich der See wieder auf. Seit 1980 ist der Wasserstand des Sees über ein Wehr reguliert.
Westlich des Sees befinden sich zahlreiche, von Weiden umgebene kleine Teiche im Naturschutzgebiet. Bei den Teichen handelt es sich um Bombentrichter aus dem Zweiten Weltkrieg, die mit Wasser vollgelaufen sind.
Im Nordosten ist das ehemalige Königsmoor in das Naturschutzgebiet einbezogen. Hier wurde ab 1760 Torf abgebaut, zunächst im bäuerlichen Handtorfstich, nach dem Ersten Weltkrieg auch maschinell. 1933 wurde das Moor trockengelegt und zu Wiesen kultiviert. Nach dem Zweiten Weltkrieg wurde wegen des Mangels an Brennstoffen wieder nach Torf gegraben.
Das Naturschutzgebiet ist Lebensraum für zahlreiche Pflanzen und Tiere. So kommen hier u. a. Teichschachtelhalm, Rispensegge, Grau- und Salweide, Sandreitgras, Breitblättriges Knabenkraut, Sumpfwurz, Hirsesegge und Sumpflabkraut vor. Auf der Orchideenwiese im Südwesten des Schutzgebietes wachsen u. a. Knabenkrautorchideen, Zittergras, Steifhaariger Löwenzahn und Purgierlein. Der See ist u. a. Lebensraum von Grau- und Kanadagans, Reiher-, Schell- und Krickente, Graureiher und Eisvogel, die Röhrichtzonen bieten u. a. der Rohrdommel einen geeigneten Lebensraum. Weiterhin kommen z. B. Feldlerche, Beutelmeise, Neuntöter, Steinschmätzer, Drosselrohrsänger, Buntspecht, Bekassine und Kolkrabe im Naturschutzgebiet vor. Der Mönkeberger See wie auch die Teiche im Westen des Schutzgebietes bieten Amphibien einen Lebensraum, darunter Erdkröte, Gras- und Teichfrosch sowie Teichmolch. In einem Teich ist auch der Kammmolch zu finden. Die Gewässer sind auch Lebensraum verschiedener Libellen, darunter Kleine Mosaikjungfer, Gemeine Smaragdlibelle, Große Königslibelle und Gemeine Winterlibelle.
Das Naturschutzgebiet, das vom Landesverband Schleswig-Holstein des Naturschutzbundes Deutschland betreut wird, grenzt vielfach an Siedlungsbereiche, aber auch an Kleingartenanlagen und landwirtschaftliche Nutzflächen. Im Westen des Schutzgebietes verläuft ein alter Bahndamm, der heute teilweise als Wanderweg genutzt wird. Ein weiterer Wanderweg verläuft im Norden des Schutzgebietes. Über diesen ist ein Aussichtspunkt im Norden des Mönkeberger Sees zu erreichen.